# Callistemon flavovirens
Callistemon flavovirens är en myrtenväxtart som först beskrevs av Edwin Cheel, och fick sitt nu gällande namn av Edwin Cheel. Callistemon flavovirens ingår i släktet lampborstar, och familjen myrtenväxter. Inga underarter finns listade i Catalogue of Life.